# 貴舩神社 (大田区)
貴舩神社（きふねじんじゃ）は、東京都大田区の神社。大森貴舩神社（おおもりきふねじんじゃ）とも。

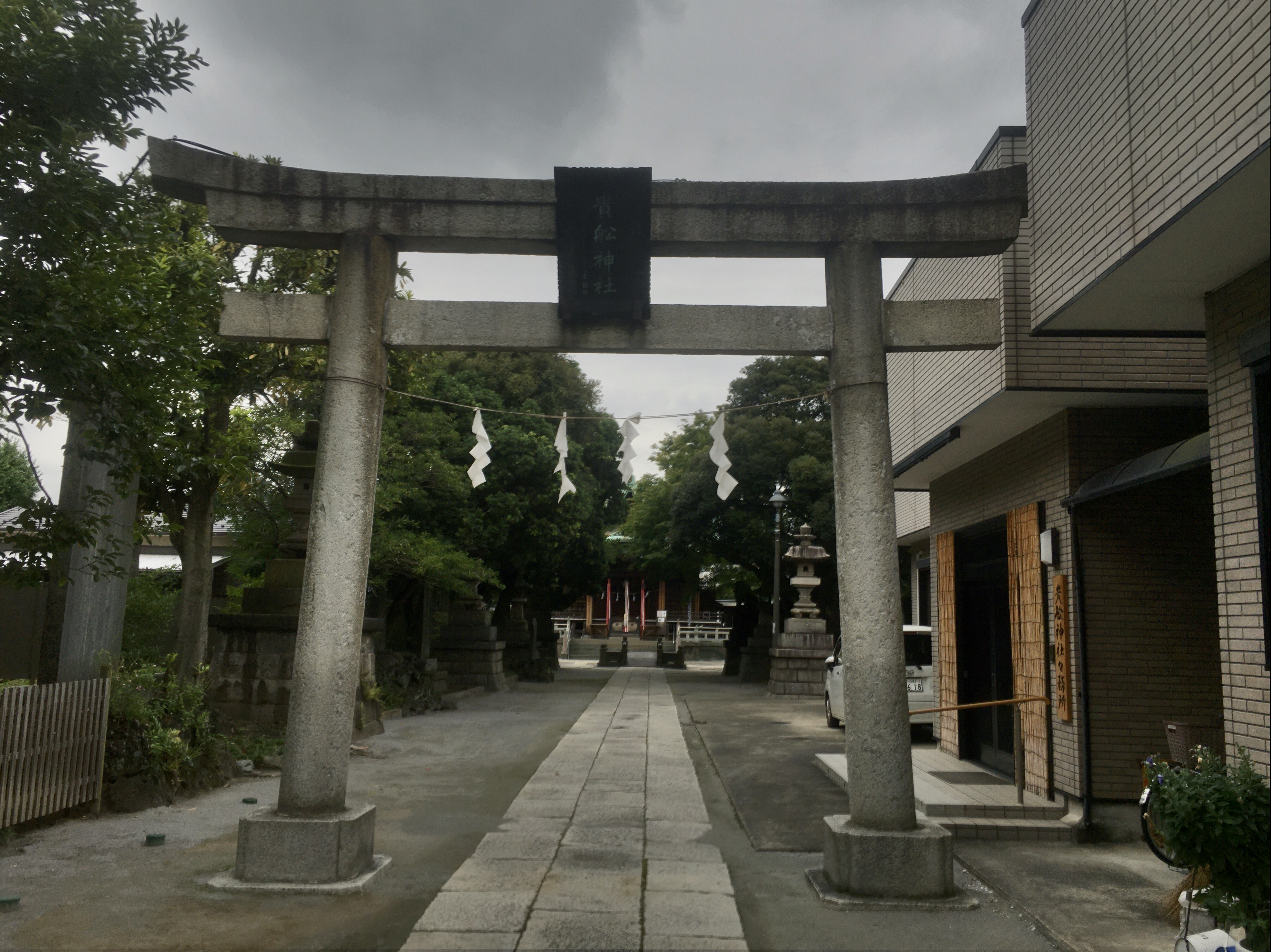
貴舩神社の鳥居

## 概要
創建年代は不明である。ただ厳正寺を開山した法円に同行した田中大夫が当社の摂末社として熊野社を設けたという逸話から、鎌倉時代には既に存在していたと推測される。
境内には、大森地区の漁業権放棄を記した「漁業納畢之碑」がある。

## 交通アクセス
- 大森町駅より徒歩10分。

## 関連文献
- 「東大森村 西大森村 北大森村 貴船社」『新編武蔵風土記稿』 巻ノ41荏原郡ノ3、内務省地理局、1884年6月。NDLJP:763981/19。